# Kanton Kourou
Kanton Kourou is een kanton van het Franse departement Frans-Guyana. Kanton Kourou maakt deel uit van het arrondissement Cayenne en telt 25.688 inwoners (2007).

## Gemeenten
Het kanton Kourou omvat de volgende gemeente:
- Kourou